# Stefan Björkman
Stefan Björkman, född 1963, är verkställande direktör för Föreningen Konstsamfundet r.f.

## Biografi
Björkman är diplomingenjör från Tekniska Högskolan i Esbo. År 2018 verkade Björkman som vice verkställande direktör för pensionsbolaget Ilmarinen och åren 2014–2018 som verkställande direktör för pensionsbolaget Etera.
Björkman är styrelseordförande för KSF Media, som bland annat ger ut Hufvudstadsbladet. Han innehar även en rad andra styrelseposter, bland annat i Stockmann och i Amos Rex-museet.